# دارن بیکر (بازیکن فوتبال)
دارن بیکر (انگلیسی: Darren Baker؛ زادهٔ ۲۸ ژوئن ۱۹۶۵) بازیکن فوتبال اهل بریتانیا است.